# Serra de Carrànima
La Serra de Carrànima és una serra del terme municipal d'Abella de la Conca, a la comarca del Pallars Jussà que separa dues valls de l'interior d'aquest terme: al nord, la del riu d'Abella, i al sud la del barranc de Fonguera, que s'origina en el coll de Faidella, i és per on discorre la carretera L-511, d'Isona a Coll de Nargó, carretera que mena a Bóixols.
La Serra de Carrànima té continuïtat cap al nord-oest en la Serra de Monteguida, a través del Forat d'Abella. Els espectaculars plegaments geològics ho palesen sense marge de dubtes. Cap a llevant segueix, a través del Forat de Bóixols, en les Roques de les Canals del Grau.

## Etimologia
Com explica Joan Coromines en la formació del topònim “Carrànima” actua el nom preromà de la roca, “karri”, que dona també per un costat “Carreu”, i per l'altre, tots de topònims de zones muntanyoses que tenen l'element “quer-”: Queralbs, Querol, el Querforadat, etcètera.
La segona part del topònim, sempre segons Coromines, vindria de les arrels basques andi (gran) i be (sota), que, amb els canvis producte de l'evolució lingüística secular, donaria l'actual “Carrànima”. Aquest topònim significaria, doncs, “sota la gran roca”, cosa que s'adiu bé amb la situació del santuari.

## Descripció geogràfica
L'extrem de llevant de la serra forma, just al sud del poble de Bóixols, l'espectacular Forat de Bóixols, i, per tant, quasi arriba al mateix poble. El punt més elevat acull el santuari de la Mare de Déu de Carrànima, i a partir d'aquest lloc va davallant progressivament cap a l'O per formar, ran mateix del poble d'Abella de la Conca, el Forat d'Abella. Separa aquesta serra de la immediata de Monteguida precisament el Forat i el riu d'Abella i el mateix poble d'Abella de la Conca, que és ja en un contrafort de la Serra de Monteguida.

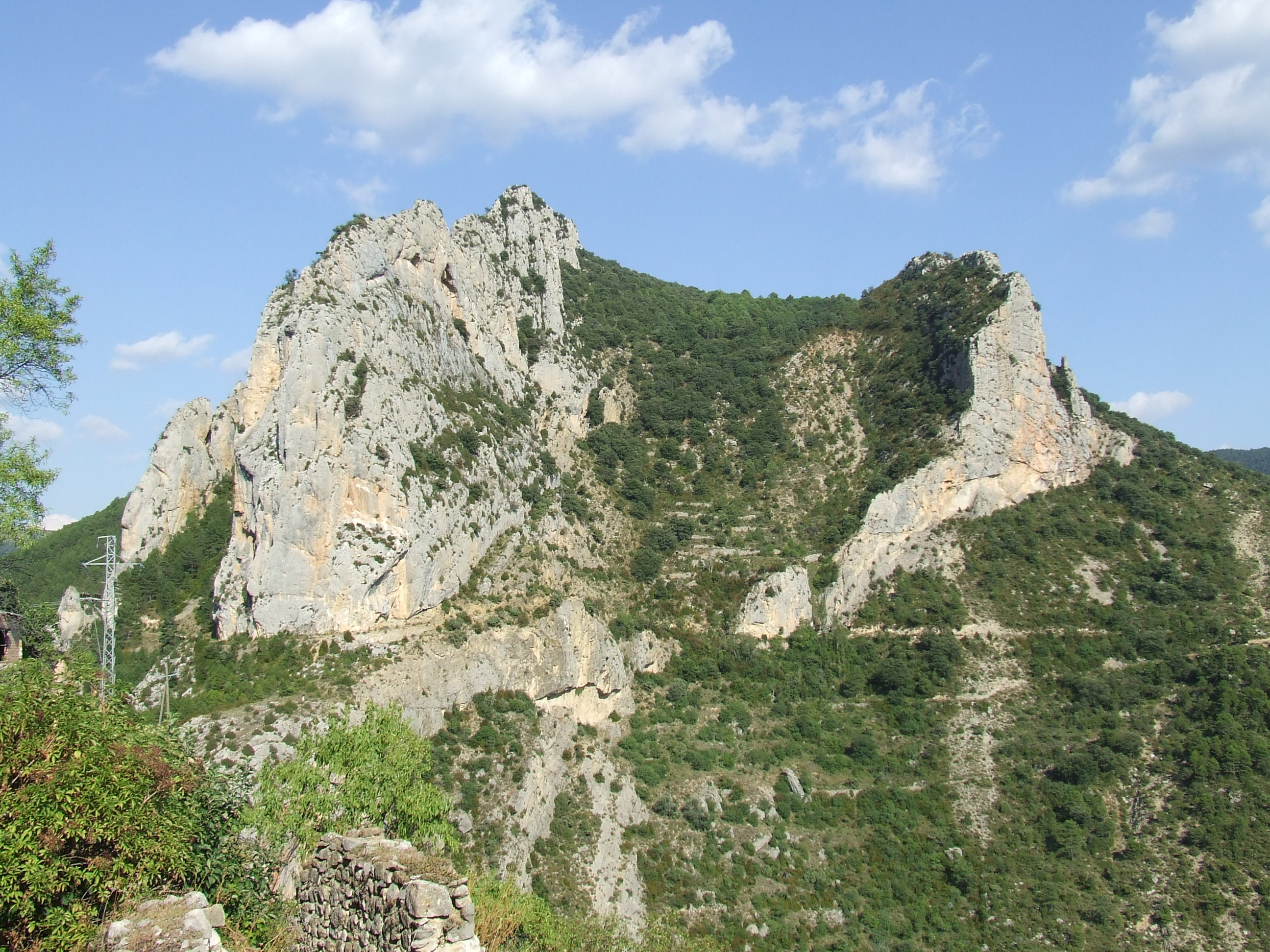
Serra de Carrànima, extrem de ponent

Començant per llevant, la serra arrenca de les mateixes roques formen el Forat de Bóixols, a 1.030 msnm, i pugen força sobtadament cap a lo Collet (un collet entre dues roques de 1.129 m. alt.), i ràpidament s'enfila cap als 1.284,7, els 1.352,3, els 1.396,7, els 1.527,1 i els 1.623,7, que és on hi ha el santuari de la Mare de Déu de Carrànima.
A prop del santuari assoleix el punt més alt (1.629,7), es manté, sempre cap a ponent, en alçades superiors als 1.600 m., i comença a davallar progressivament: 1.573 m. alt., fins a trobar un collet per on passa la pista que mena al santuari, a 1.512,5. Després torna a pujar fins als 1.516,4, per començar ja la baixada definitiva en direcció a Abella de la Conca: 1.500,7, 1.480,3, 1.429,6, 1.401,1, 1.352,2, 1.308,7, 1.277,1, 1.274,8 a lo Morral, 1.171,8, 1.107,7 i, en forta davallada, els 835 del Forat d'Abella.
La seva carena principal, que és la que acabem de descriure, apareix en alguns trossos bifurcada en dues de paral·leles, com es pot apreciar en algunes fotografies. La més alta, la meridional, constitueix el límit sud de l'espai natural Serra de Carreu, que abraça tota la vall superior del riu d'Abella, emmarcada entre la serra de Carrànima i la serra de Carreu. Aquest espai natural és part integrant de la Reserva Nacional de Caça de Boumort.
La Serra de Carrànima presenta diversos contraforts, sobretot cap al nord i el nord-est, en terres del poble de Bóixols, entre els quals destaca la Serra de Pi, i en el seu vessant sud, on es troben les Roques de Font Freda, la Sadella i la Sadella de Ca l'Arte.